# Вільям Бут
Вільям Бут (англ. William Booth 10 квітня 1829, Ноттінгем — † 20 серпня 1912, м. Лондон) — британський проповідник, засновник Армії спасіння та її перший генерал.

## Біографія
Народився в 1829 році в Ноттінгемі в сім'ї з малим достатком. Деякий час працював ломбардником, проте незабаром залишив цю роботу, щоб присвятити себе проповідницькій діяльності.
У 1865 році Бут переїхав до Лондона, де проводив євангелізаційні збори серед бідняків. Незабаром до нього приєднався ряд віруючих і рух Бута прийняв назву «Християнська місія» (англ. The Christian Mission). З 1878 року воно стало називатися «Армія спасіння» (англ. The Salvation Army), а Вільям Бут, як засновник організації, став її першим генералом.
У 1890 році він опублікував свою роботу In Darkest England and The Way Out. У перший місяць було продано понад 100000 копій книги, а підняті в ній соціальні проблеми змусили суспільство звернути увагу на Армію спасіння, завдяки чому з усієї країни до фонду організації почали надходити пожертвування. Вільям Бут помер у 1912 році. Благодійну діяльність Армії спасіння продовжили його діти.

## Канонізація
Святий у Англіканстві. День пам'яті — 20 серпня.